# Erich Schneider (Ökonom)

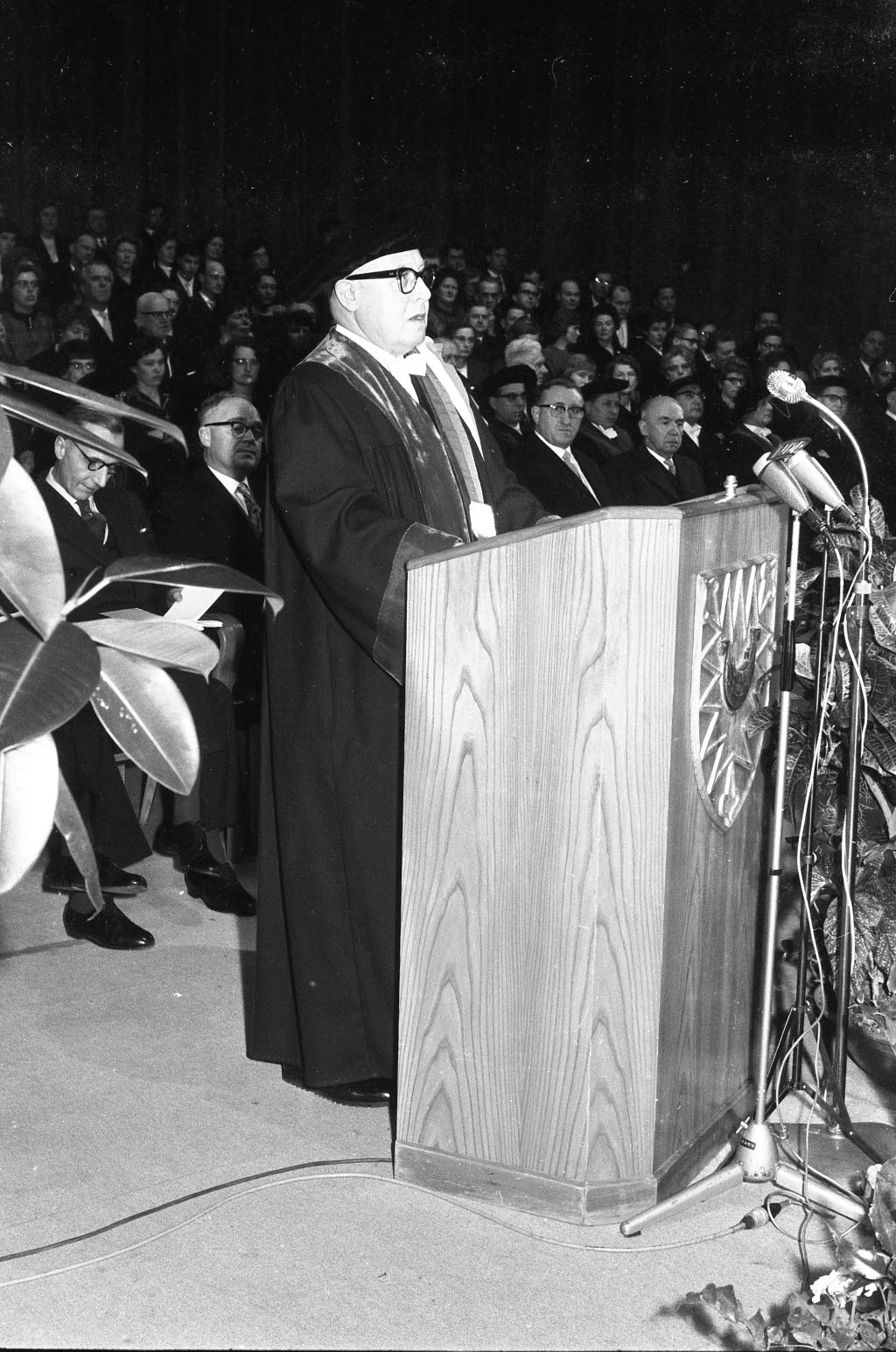
Erich Schneider bei der Feier zum 50jährigen Bestehen des Instituts für Weltwirtschaft (1964)

Erich Schneider (* 14. Dezember 1900 in Siegen; † 5. Dezember 1970 in Kiel) war ein bedeutender deutscher Wirtschaftstheoretiker. Er war Ordinarius an der Christian-Albrechts-Universität zu Kiel, Präsident des Instituts für Weltwirtschaft und Vorsitzender des Vereins für Socialpolitik. Schneider hatte nicht zuletzt mit seinen Lehrbüchern großen Einfluss auf die Entwicklung der deutschen Volkswirtschaftslehre. Für seine Verdienste erhielt er u. a. das Bundesverdienstkreuz und mehrere Ehrendoktorwürden.

## Leben
Schneider wurde 1900 als Sohn eines Rektors im westfälischen Siegen geboren. Er studierte nach dem Abitur 1918 am Realgymnasium seiner Heimatstadt und einem kurzen Einsatz im Ersten Weltkrieg Mathematik, Physik und Wirtschaftswissenschaften in Gießen, Frankfurt am Main und Göttingen und wurde 1922 bei Andreas Voigt in Frankfurt mit der Dissertation Der Kalkül der Schuldverhältnisse, angewandt auf solche mit mehreren Geldsorten, insbesondere die Geldarbitrage zum Dr. rer. pol. promoviert.
1925 legte er das Staatsexamen für den höheren Schuldienst in Münster ab. Nach dem Referendariat in Dortmund wurde er 1927 Assessor in Tecklenburg. In der Folge war er 1929 Studienrat in Koblenz und von 1930 bis 1936 in Dortmund. Ab den 1920er Jahren besuchte er finanzwissenschaftliche Seminare von Joseph Schumpeter an der Universität Bonn. Seine Habilitation (Schrift: Reine Theorie monopolistischer Wirtschaftsformen) erfolgte 1932 bei Schumpeter an der Rechts- und Staatswissenschaftlichen Fakultät. Aufgrund Schneiders Veröffentlichungen avancierte er zu einem der bedeutendsten Marktformentheoretiker der späten Weimarer Republik und des Dritten Reiches. Gemeinsam mit den Nationalökonomen Hans Peter und Heinrich Freiherr von Stackelberg begründete er das in den 1940er Jahren wieder eingestellte Archiv für mathematische Wirtschafts- und Sozialforschung.
Unmittelbar vor dem Wirksamwerden der vierjährigen Eintrittssperre konnte Schneider im Mai 1933 der NSDAP beitreten (Mitgliedsnummer 3.282.695). Nach einer Privatdozentur in Bonn erhielt er noch vor Kriegsbeginn und damit der Besetzung Dänemarks eine Professur für Managerial Economics an der Universität Aarhus. „Verheimlicht“ wurde der dänischen Universität dabei, dass Schneider parallel im Zusammenwirken des Reichserziehungs- mit dem Reichsfinanzministerium „im geheimen Verfahren zum ordentlichen Professor im Reichsdienst“ ernannt und auf das NS-Regime verpflichtet worden war. 1942 beabsichtigten das Reichserziehungsministerium, das Auswärtige Amt und das Reichswirtschaftsministerium Schneiders Berufung an die Universität Heidelberg. Er sollte für seinen Einsatz für die Interessen des Regimes in Dänemark belohnt werden. Das scheiterte am Widerstand Heidelberger Ordinarien gegen diese „innere Einmischung“, obwohl die Ministerien mit dem Entzug der Gelder für das Heidelberger „Institut für Großraumwirtschaft“ drohten.
Im August 1944 erhielt er einen Ruf an die Universität Kiel. Der Professor, das Reichsministerium für Wissenschaft, Erziehung und Volksbildung und die Universität Kiel einigten sich noch vor Kriegsende. 1945 abermals verschoben, trat er schließlich von 1946 bis 1969 sein Ordinariat für Wirtschaftliche Staatswissenschaften an. 1954 wurde Schneiders Lehrberechtigung um die Betriebswirtschaftslehre erweitert. Zu seinen akademischen Schülern gehörten u. a. Gottfried Bombach, Hans-Joachim Jarchow, Hajo Riese, Harald Scherf, Günther Schleiminger, Uwe Westphal und Winfried Vogt. Schneider war Direktor des Kieler Seminars für theoretische Volkswirtschaften. In der Zeit von 1959 bis 1960 war er Rektor der Universität Kiel. Am 1. April 1961 übernahm er außerdem als Nachfolger von Fritz Baade die Leitung des Kieler Instituts für Weltwirtschaft (IfW). Ferner gab er die Zeitschrift Weltwirtschaftliches Archiv heraus. Am 18. Dezember 1968 hielt er seine Abschiedsvorlesung an der Universität Kiel mit dem Thema „Rückblick auf ein halbes Jahrhundert der Wirtschaftswissenschaft (1918–1968)“.
Von 1953 bis 1962 war er auch Vorsitzender des Theoretischen Ausschusses im Verein für Socialpolitik und von 1963 bis 1966 Vorsitzender dieser ökonomischen Vereinigung.

## Werk
Schneider hatte in der Bundesrepublik Deutschland erheblichen Einfluss auf die akademische Disziplin seines Faches in den 1950er und 1960er Jahren. Er war Autor zahlreicher (auch in andere Sprachen übersetzter) ökonomischer Bücher, darunter mehrerer Standardwerke zur Volkswirtschaftlichen Gesamtrechnung sowie zur Mikro- und Makroökonomie. Sein Einführungslehrbuch (1947) wurde zum Teil mit Marshalls Principles und Samuelsons Economics verglichen.
In seiner wissenschaftlichen Arbeit verwandt er formale, mathematische Modelle und stützte sich theoretisch u. a. auf Léon Walras und Vilfredo Pareto. Schneider setzte sich in der BRD für die Auseinandersetzung mit dem Keynesianismus ein. Er grenzte sich bewusst sowohl vom Ordoliberalismus um Walter Eucken und Wilhelm Röpke, als auch von der Historischen Schule der Nationalökonomie ab. Außerdem befürwortete er eine geistige Annäherung von Betriebs- und Volkswirtschaftslehre.

## Auszeichnungen und Mitgliedschaften
Er erhielt zahlreiche Auszeichnungen wie die Ehrendoktorwürden der Freien Universität Berlin (1957), der Handelshochschule Stockholm (1959), der Sorbonne Paris (1960), der Handelshochschule Helsinki (1961), der Katholischen Universität Löwen (1963), der Universität Rennes (1966) und der Universität Madrid (posthum 1970). 1965 war er Preisträger der Friedrich-List-Medaille in Gold des Bundesverbandes Deutscher Volks- und Betriebswirte. 1968 wurde er mit dem Großen Verdienstkreuz des Verdienstordens der Bundesrepublik ausgezeichnet. Er war Mitglied mehrerer wissenschaftlicher Akademien, Gesellschaften und Institute u. a. der Royal Economic Society, der Econometric Society, der Staatswissenschaftlichen Gesellschaft zu Berlin, der Königlichen humanistisch-wissenschaftlichen Gesellschaft von Lund, der Finnischen Akademie der Wissenschaften, der Dänischen Akademie der Technischen Wissenschaften, des Istituto lombardo di scienze e lettere, des International Statistical Institute. des International Institute of Public Finance und der International Association for Research in Income and Wealth.

## Erich Schneider-Stiftung für Wirtschaftswissenschaften
Im Jahr 1986 wurde die Erich Schneider-Stiftung für Wirtschaftswissenschaften errichtet. Diese hat ein Stiftungsvermögen in Höhe von 256.000 Euro und fördert Forschungsseminare und die Erich-Schneider-Gedächtnislesung. Außerdem vergibt sie alljährlich die Erich-Schneider-Preise für wissenschaftliche Arbeiten.

## Schriften (Auswahl)
- Einführung in die Wirtschaftstheorie. 4 Bände. (1947–72), Tübingen.
- Wirtschaftlichkeitsrechnung. Tübingen 1951.
- Industrielles Rechnungswesen. Grundlagen und Grundfragen. Tübingen 1954.
- Volkswirtschaft und Betriebswirtschaft. Tübingen 1964.
- Joseph A. Schumpeter: Leben und Werk eines großen Sozialökonomen. Tübingen 1970.
- Money, income and employment. 1962 (2003 wieder aufgelegt)
- Pricing and equilibrium. 1962 (2003 wieder aufgelegt)